# Панин-Коломенкин, Николай Александрович
Никола́й Алекса́ндрович Коло́менкин (на международных соревнованиях выступал под именем Никола́й Па́нин (Nicholas Panin)) (1 января 1872, с. Никольское, Бобровский уезд, Воронежская губерния, Российская империя — 19 января 1956, Ленинград, СССР) — русский спортсмен, олимпийский чемпион 1908 года в дисциплине «специальные фигуры» и 6-кратный чемпион России (1901—1905, 1907) по фигурному катанию на коньках, 12-кратный чемпион России по стрельбе из дуэльного пистолета (1906—1917), 11-кратный чемпион России по стрельбе из боевого револьвера (1907—1917). Заслуженный мастер спорта СССР (1940). Судья всесоюзной категории по фигурному катанию (1949).
Первый олимпийский чемпион в истории России и единственный олимпийский чемпион из России до 1952 года.

## Биография
Отец Николая Александровича — директор Воронежского завода сельскохозяйственных машин Александр Николаевич Коломенкин, купец второй гильдии. Семья жила в Воронеже в районе Мало-Московской улицы (современная улица Куколкина).
В 1932 году при получении советского паспорта Николай указал, что его отец был служащим (видимо, из-за того, что сообщать данные о происхождении из купеческого сословия в те времена было небезопасно).
Родился 1 января 1874 года и указывал эту дату в документах до 1930 года, в 1932 году при получении советского паспорта по неизвестным причинам указал в качестве даты рождения 1872 год. Нередко источники называют датой рождения 8 января 1872 года по новому стилю. При реставрации могилы был указан правильный год — 1874 год.
С раннего детства Николай начал заниматься на самодельных деревянных коньках с железным полозом. Позже мать привезла ему из Москвы пару настоящих коньков. В 1882 году родители развелись, и Евгения Владимировна, забрав сына и двух его сестёр, уехала в Санкт-Петербург, где Коломенкин продолжил своё конькобежное образование. Он часто появлялся на катке сквера на Греческом проспекте. По протекции отчима Николай получил рекомендательное письмо от председателя Петербургского общества любителей бега на коньках Вячеслава Срезневского, которое открыло дорогу в Юсуповский сад. На этом катке занимались скоростным бегом на коньках, хоккеем и катанием на финских санях.
В 1893 году стал студентом Петербургского университета (отделение естественных наук физико-математического факультета), который окончил в 1898 году. Курс анатомии у Коломенкина читал Пётр Францевич Лесгафт. Именно по его инициативе в 1893 году было создано «Общество содействия физическому развитию детей и молодёжи».
Не оставляя фигурное катание, Николай увлёкся велосипедным спортом. Также занимался лёгкой атлетикой, греблей, плаванием, лыжами, играл в футбол и хоккей.
В 1901 году Николай Панин подал заявку на участие во Всероссийском первенстве по «искусству катания на коньках». Он с успехом выполнил все задания, получил большую золотую медаль и титул лучшего фигуриста России.
В 1903 году, в связи с 200-летием Санкт-Петербурга, комитет Международного союза конькобежцев поручил Петербургскому обществу любителей бега на коньках провести чемпионат мира. Николаю Панину предстояло соревноваться с лучшими фигуристами планеты, среди которых — чемпион мира швед Ульрих Сальхов, экс-чемпион мира немец Гильберт Фукс, чемпион Австрии Макс Бохач и чемпион Германии Эрнст Лассан. Ульрих Сальхов занял первое место, а второе досталось Николаю Панину, что оставалось наивысшим достижением для российских фигуристов-одиночников вплоть до 1975 года, когда чемпионом мира стал Сергей Волков.
2 и 3 февраля 1908 года в Петербурге проходили Международные соревнования по фигурному катанию на Кубок памяти трагически погибшего Александра Паншина. В соревнованиях приняли участие семикратный чемпион мира швед Ульрих Сальхов, немцы Генрих Бургер и Мартин Гордан.
Николай Панин стал победителем — 344,4 балла, Сальхов — вторым, 328,2 балла.

### Олимпийские игры 1908 года

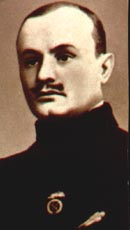
Панин на Олимпийских играх 1908 года.

На Олимпийских играх 1908 года в Лондоне кроме Николая Панина в обязательном и произвольном катании участвовали семикратный чемпион мира и шестикратный чемпион Европы Ульрих Сальхов, двукратный серебряный призёр чемпионатов мира, серебряный и бронзовый призёр чемпионатов Европы немец Генрих Бургер, бронзовый призёр чемпионатов мира и Европы швед Пер Турен, американец Ирвинг Брокау, англичане Артур Камминг и Джон Холл-Сей.
16 (28) октября 1908 года Николай Панин точно и чётко выполнил все обязательные фигуры, однако ему было присуждено лишь второе место.
| Результаты/Судьи         | 1. Х. Гренандер, Великобритания | 2. Э. Хорле, Швеция | 3. Г. Хюгель, Швейцария | 4. Г. Сандерс, Россия | 5. Х. Вендт, Германия |
| сумма баллов за 14 фигур | 215                             | 232,5               | 232                     | 235                   | 233                   |
| место у каждого судьи    | 2                               | 4                   | 4                       | 1                     | 1                     |

Чемпион мира Сальхов устраивал истерику после исполнения каждой фигуры Паниным, судьи вынуждены были сделать ему предупреждение. Судья Хеннинг Гренандер, представлявший Великобританию, был шведом, судья Густав Хюгель являлся личным другом Сальхова, так что эти два судьи и швед Хорле намеренно, как утверждается в некоторых источниках, занижали оценки Панину. В итоге Панин (1147 очков, сумма мест — 12) оказался позади Сальхова (1172,5; 7), но впереди Турена (1094; 5). В знак протеста против несправедливого, по его мнению, судейства Панин снялся с соревнований, так и не исполнив произвольную программу.
17 (29) октября участники выполняли специальные фигуры, Сальхов, понимая, что в этом виде обыграть Панина невозможно, заранее снялся с соревнований. Панин представил судьям настолько сложные рисунки фигур, что они не поверили в возможность их исполнения на льду. После же их безупречного исполнения, с исключительной, математической точностью, поражённые судьи единогласно отдали Панину первое место, выставив рекордные за всю историю обязательных фигур оценки (219 баллов из 240 возможных, то есть 91,3 % от максимума), что позволило ему получить золотую Олимпийскую медаль (двумя другими призёрами в этом виде стали Камминг и Холл-Сей).

### После победы
Николай Панин участвовал в Олимпийских играх 1912 года в Стокгольме в соревнованиях по стрельбе из пистолета. В индивидуальных соревнованиях он занял восьмое место, а в командных четвёртое. По результатам командных состязаний, вместе с товарищами по команде Григорием Шестериковым, Павлом Войлошниковым и Николаем Мельницким, был награждён «Почётным призовым дипломом».
Это был первый случай для российского спортсмена участия во вторых Играх и сразу в другом виде спорта. Кроме этого, Панин остаётся единственным спортсменом, кто соревновался в зимнем (фигурное катание) и летнем (стрельба) виде спорта в рамках только летних Олимпийских игр.
После Олимпиады Панин перешёл на тренерскую, а позже — на педагогическую работу.
В 1915—1917 годах — секретарь Российского Олимпийского комитета.
В 1919—1930 годах работал в финансовых органах Петроградской (Ленинградской) губернии и области, был инструктором по спорту организации Всевобуча в Детском Селе.
1928 год — победитель Всесоюзной спартакиады по стрельбе из пистолета.
С 1930 года — руководитель семинара инструкторов по фигурному катанию (Ленинград).
С 1933 года — руководитель школы мастеров фигурного катания при Институте физической культуры имени П. Ф. Лесгафта.
В 1936—1938 годах — руководитель Высшей тренерской школы фигурного катания при Институте физической культуры им. П. Ф. Лесгафта.
В годы Великой Отечественной войны инструктор по обучению бойцов партизанских отрядов.
В феврале 1942 года — эвакуирован из блокадного Ленинграда.
В 1945 году вернулся в Ленинград и работал в НИИ физической культуры, старший научный сотрудник сектора методики и техники спорта.
Им написано несколько учебников. За фундаментальные научные достижения и педагогическую деятельность Панину было присвоено звание доцента и степень кандидата педагогических наук (1938).
История знает Николая Панина не только как талантливого спортсмена, но и как выдающегося тренера и педагога. Среди его учеников чемпионы России и СССР: Карл Олло, Ксения Цезар, Пётр Чернышёв, Пётр Орлов, Евгения Алексеева (Оборина), супруги Александр и Раиса Гандельсман, Леонид Шапошников.

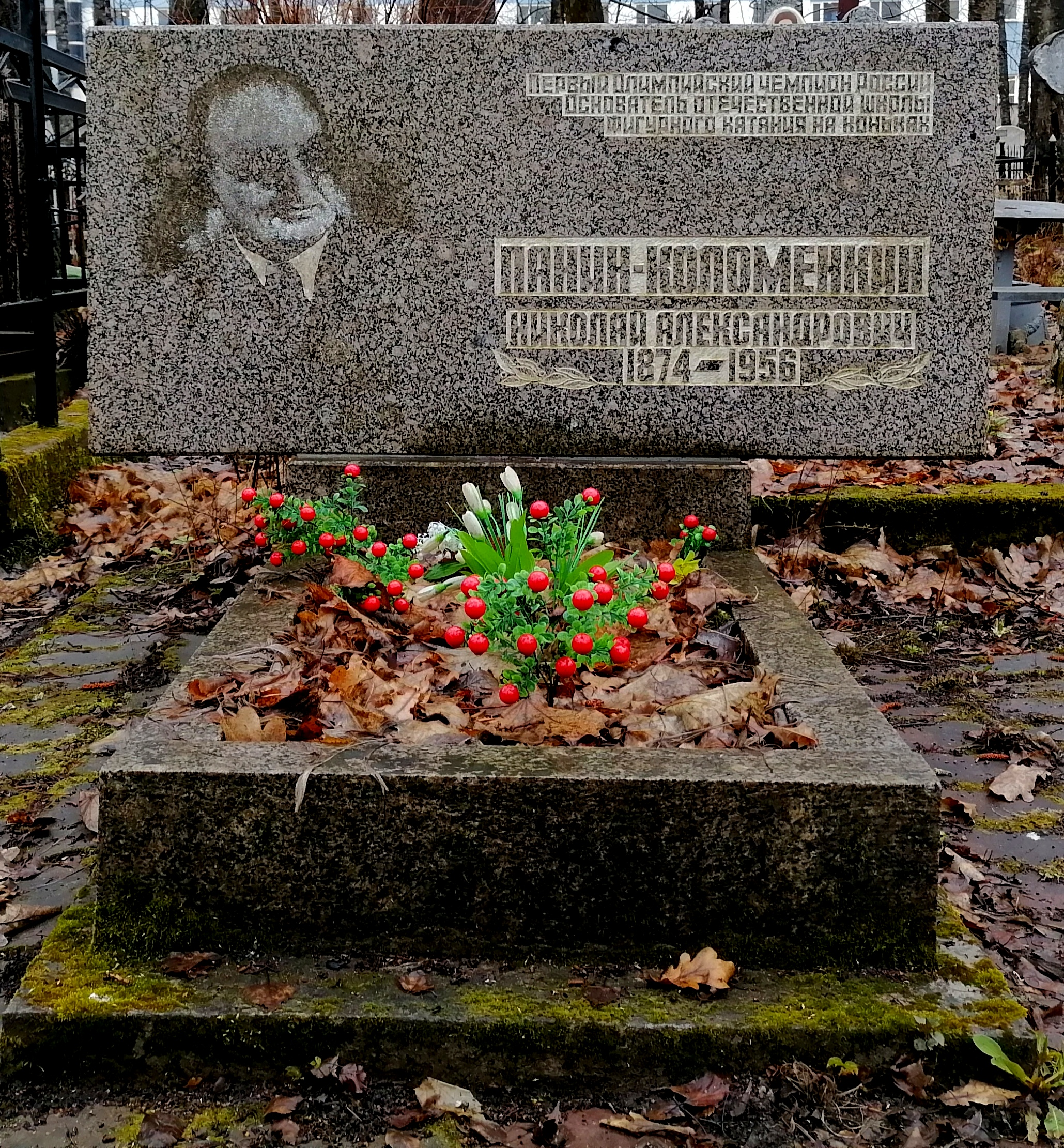
Могила на Серафимовском кладбище

Панин-Коломенкин умер в 1956 году в Ленинграде и похоронен на Серафимовском кладбище (33 уч.).

## Память

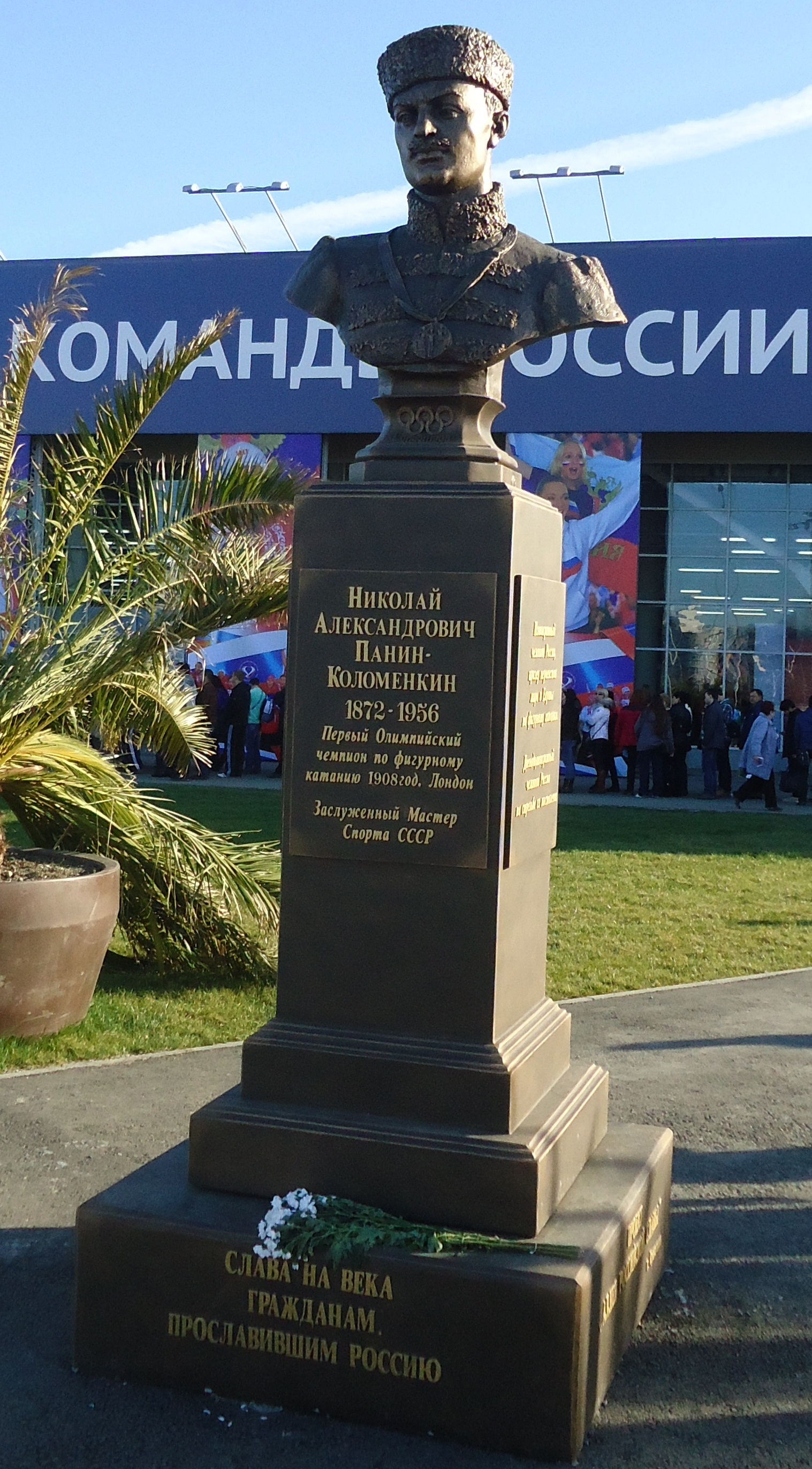
Памятник первому российскому олимпийскому чемпиону в олимпийском парке в Сочи

- С 1957 по 1987 год в Ленинграде ежегодно проводился турнир «Мемориал Н. А. Панина». В качестве главного приза вручалась большая фарфоровая ваза (высотой около метра), на которой были выгравированы имена всех победителей этого соревнования. В 2007 году Федерация фигурного катания на коньках Санкт-Петербурга возродила турнир[17][18]. В 2008 году турнир стал международным[19].
- В 2000 году Почта России выпустила марку, посвященную первому российскому олимпийскому чемпиону Панину-Коломенкину[20].
- В 2008 году, в связи со 100-летием со дня завоевания первой Олимпийской медали для России фигуристом Паниным Николаем Александровичем, Федерация фигурного катания России учредила памятную медаль. Медаль вручается по решению Исполкома Федерации спортсменам, тренерам, судьям и активистам за многолетний и выдающийся вклад в повышение спортивного авторитета российского фигурного катания[21].
- 3 декабря 2008 года в главном холле спортивного комплекса Академии фигурного катания в Санкт-Петербурге был открыт бюст Николая Панина-Коломенкина. Президент Федерации фигурного катания на коньках Санкт-Петербурга Олег Нилов сообщил также, что в скором времени имя Николая Александровича будет присвоено самой Академии[22][18].
- 15 февраля 2009 года имя Николая Александровича за его выдающиеся заслуги было внесено в Зал славы мирового фигурного катания (англ. World Figure Skating Hall of Fame)[9][23][18]. Награда Н. А. Панина-Коломенкина была передана на чемпионате мира 2009 года в Лос-Анджелесе (США) для хранения в одном из музеев Санкт-Петербурга[24][25][18].
- 7 марта 2010 года памятник Панину-Коломенкину был открыт в городе Боброве Воронежской области[18].
- В 2014 году памятник Панину-Коломенкину был установлен в Олимпийском парке Сочи[18].
- 23 июня 2015 года памятник Панину-Коломенкину был открыт в Москве напротив центрального входа в Российский государственный университет физической культуры, спорта, молодёжи и туризма[18].
- Имя Панина-Коломенкина увековечено на памятной доске в здании Национального государственного университета физической культуры, спорта и здоровья имени П. Ф. Лесгафта в Санкт-Петербурге[18].

## Результаты по фигурному катанию

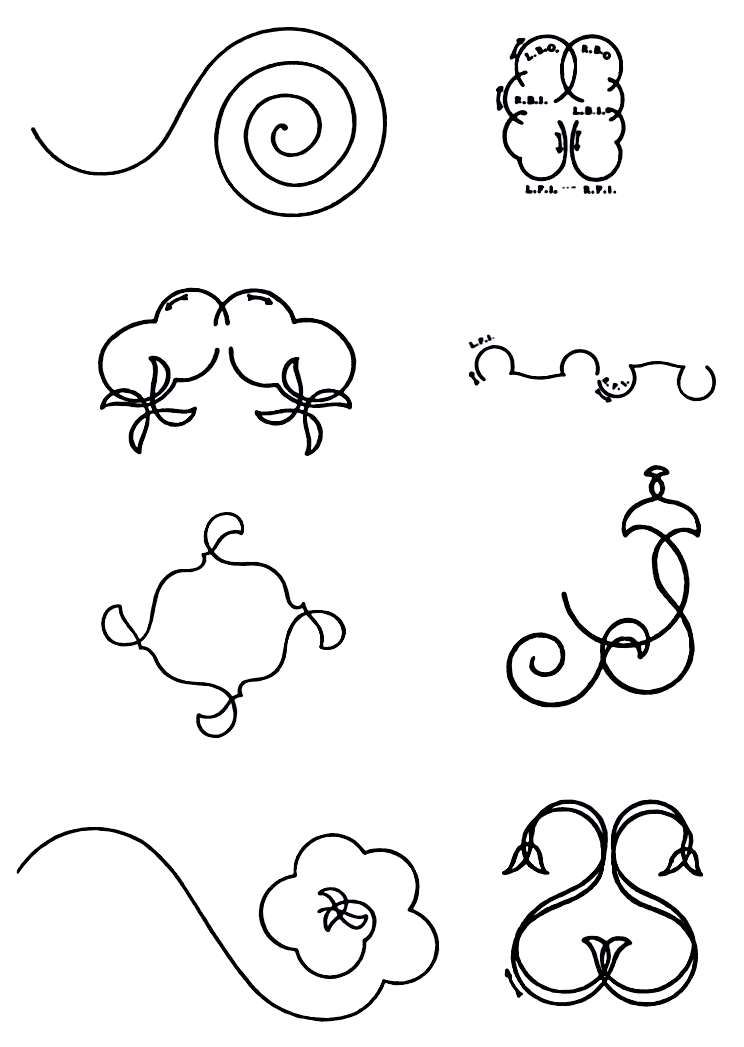
Специальные фигуры

| Соревнования/Сезоны | 1901 | 1902 | 1903 | 1904 | 1905 | 1906 | 1907 | 1908 |
| ------------------- | ---- | ---- | ---- | ---- | ---- | ---- | ---- | ---- |
| Олимпийские игры    |      |      |      |      |      |      |      | 1    |
| Чемпионат мира      |      |      | 2    |      |      |      |      |      |
| Чемпионаты Европы   |      |      |      | 3    |      |      |      | 2    |
| Чемпионаты России   | 1    | 1    | 1    | 1    | 1    |      | 1    |      |

## Достижения

### Фигурное катание
- Олимпийский чемпион: 1908
- Серебряный призёр чемпионата мира: 1903
- Серебряный призёр чемпионата Европы: 1908
- Бронзовый призёр чемпионата Европы: 1904
- Чемпион России (6): 1901—1905, 1907
- Обладатель кубка памяти Александра Паншина: 1908
- Заслуженный мастер спорта СССР (1940)

### Пулевая стрельба
- Участник Олимпийских игр 1912 года
  - Награждён «Почётным призовым дипломом»[16]
- Чемпион России по стрельбе из дуэльного пистолета (12): 1906—1917
  - Бронзовый призёр чемпионата России по стрельбе из дуэльного пистолета: 1905[26]
- Чемпион России по стрельбе из боевого револьвера (11): 1907—1917
- Победитель Всесоюзной спартакиады по стрельбе из пистолета: 1928